# Bundstag

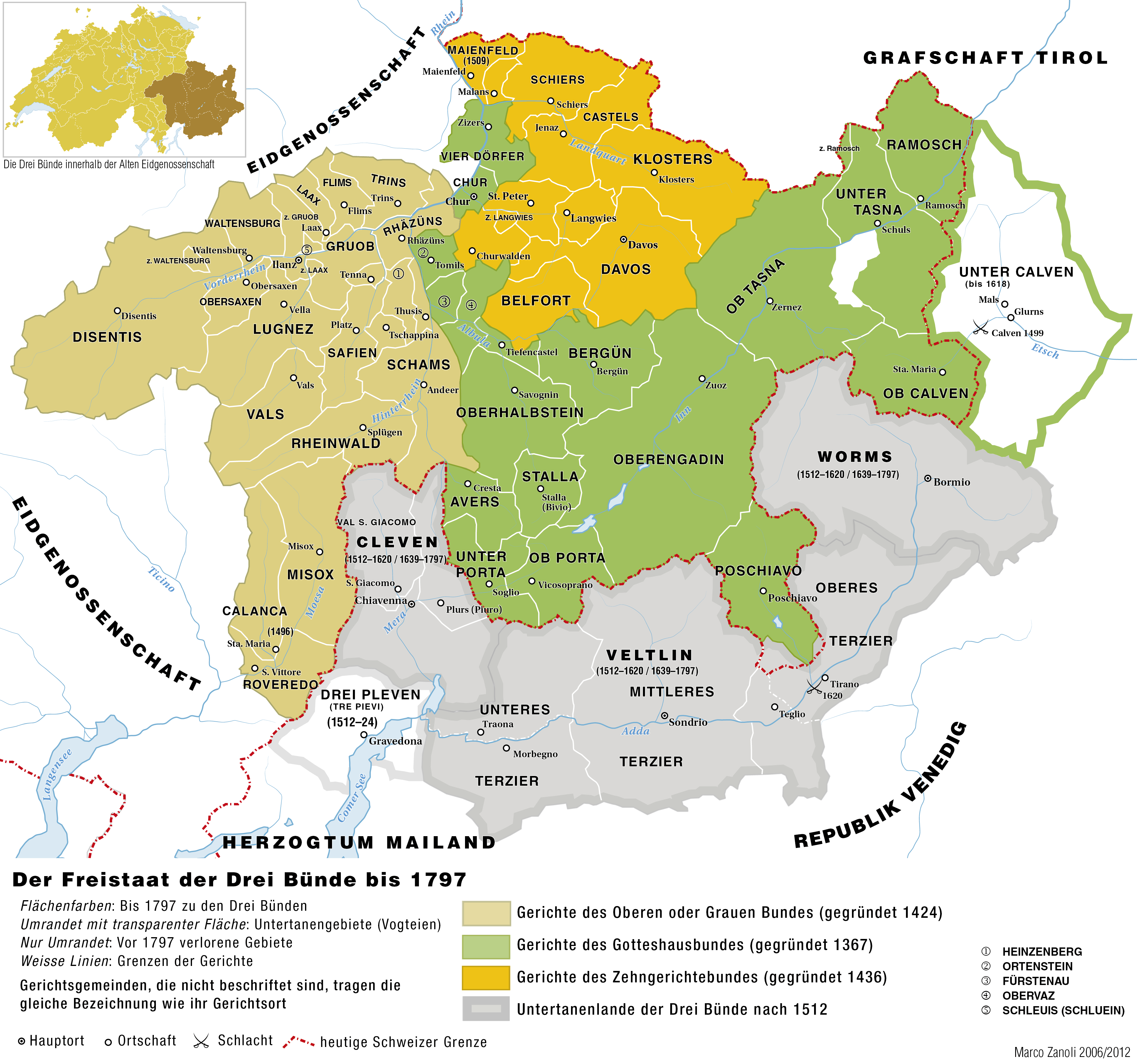
Historische Karte zu den Drei Bünden

Der Bundstag Rätoromanisch Dieta da las lias (Tagung der Bünde) war von der Mitte des 15. Jahrhunderts bis 1798 die oberste Behörde des Freistaats der Drei Bünde in der Schweiz. Die Bezeichnung «Bundstag» taucht erst zu Beginn des 16. Jahrhunderts auf.
Bundstage wurden von den einzelnen Bünden sowie von den drei Bünden gemeinsam durchgeführt und fanden ein- bis zweimal jährlich statt; je nachdem welche Geschäfte anstanden. Die Tagungen für die Besetzung von Ämtern fanden alle zwei Jahre statt.
Die Reihenfolge der Tagungsorte des Allgemeinen Bundstags hatte sich schon vor dem Bundesvertrag von 1524 eingespielt: Im Turnus wechselten sich Ilanz-Chur-Ilanz-Chur-Davos ab.
In der Zeit zwischen den Allgemeinen Bundstagen traten die Führer der Drei Bünde, allein oder mit drei bis fünf Boten pro Bund, zur Beratung laufender Geschäfte zusammen, zu sogenannten «Beitagen» und Kongressen, rätoromanisch «Congress Pitschen» und «Congress Grund»
Jede Gerichtsgemeinde entsandte je nach Grösse ein bis zwei mit Instruktionen versehene Boten rätoromanisch «Mess»; der Allgemeine Bundstag umfasste 63 Boten aus 48 Gerichtsgemeinden und die drei Häupter der Bünde, rätoromanisch «Chaus-lia». Der Graue Bund war mit 27 Boten vertreten, der Gotteshausbund mit 22 Boten und der Zehngerichtsbund mit 14 Boten. Er schrieb alle die Aussenpolitik betreffenden sowie die nicht durch Instruktionen abgedeckten Geschäfte an die Gerichtsgemeinden aus. Die Beschlüsse des Bundstags wurden schriftlich festgehalten und von den Boten in ihre Gemeinden zurückgebracht. Bei besonders wichtigen Themen verlangte der Bundstag von den Gemeinden eine schriftliche Antwort. Die Versammlung trat darauf erneut zusammen und sichtete die eingegangenen Antworten. Darauf wurde die endgültige Fassung erstellt, welche den Willen der Mehrheit der Gemeinden wiedergab (das sogenannte «Mehren»). Bis ins ausgehende 16. Jahrhundert trafen Bundstag und Beitag manche Schlussabstimmungen, ohne sie zur Begutachtung an die Gemeinden zurückzuschicken.
Themen der Bundstage waren zu einem kleinen Teil Aussenbeziehungen der Bünde und Verfassungsänderungen. Daneben gab es zahlreiche Appellationen von Gemeinden und Privaten gegen zivilgerichtliche Entscheide.
Der Allgemeine Bundstag war auch Beschwerdeinstanz für die Untertanengebiete des Veltlins und der Herrschaft Maienfeld und überwachte deren Verwaltung. Bis 1603 besorgte der Bundstag die Wahl der Amtsleute, die die Untertanengebiete verwalteten, dann ging diese Aufgabe an die einzelnen Bünde und schliesslich an die Gemeinden über. Religionsfragen wurden nach Konfessionen gesondert behandelt.
Durch die Helvetik wurde 1798 der Allgemeine Bundstag abgeschafft. Nachfolgeinstitution wurde 1803 der ebenfalls aus 66 Vertretern der Gerichtsgemeinden zusammengesetzte Grosse Rat des Kantons Graubünden.